# 심재환
심재환(1958년 9월 19일 ~ )은 대한민국의 변호사이다. 정치인이자 변호사인 이정희의 남편이다.

## 경력
- 제38회 사법시험 합격
- 민주사회를 위한 변호사 모임 통일위원회 위원장
- 민주노동당 전임위원
- 통합진보당 최고위원
- 법무법인 <정평> 대표변호사[3]